# Spoorlijn Bully-Grenay - Brias
De Spoorlijn Bully-Grenay - Brias was een Franse spoorlijn van Bully-les-Mines / Grenay naar Brias. De lijn was 29,5 km lang en heeft als lijnnummer 309 000.

## Geschiedenis
De lijn werd aangelegd door de Compagnie des chemins de fer du Nord en geopend  op 1 oktober 1878. Reizigersverkeer werd gestaakt op 28 september 1958. Tussen 1964 en 1995 werd de lijn volledig gesloten. 

## Aansluitingen
In de volgende plaatsen is of was er een aansluiting op de volgende spoorlijnen:
Bully-Grenay
RFN 288 000, spoorlijn tussen Bully-Grenay en La Bassée-Violaines
RFN 301 000, spoorlijn tussen Arras en Dunkerque-Locale
Hersin-Coupigny
lijn tussen Barlin en Beuvry
Ruitz-Haillicourt
RFN 309 606, stamlijn ZI de Ruitz
Bruay-en-Artois
RFN 301 616, stamlijn Fouquereuil
Brias
RFN 289 000, spoorlijn tussen Fives en Abbeville

## Galerij

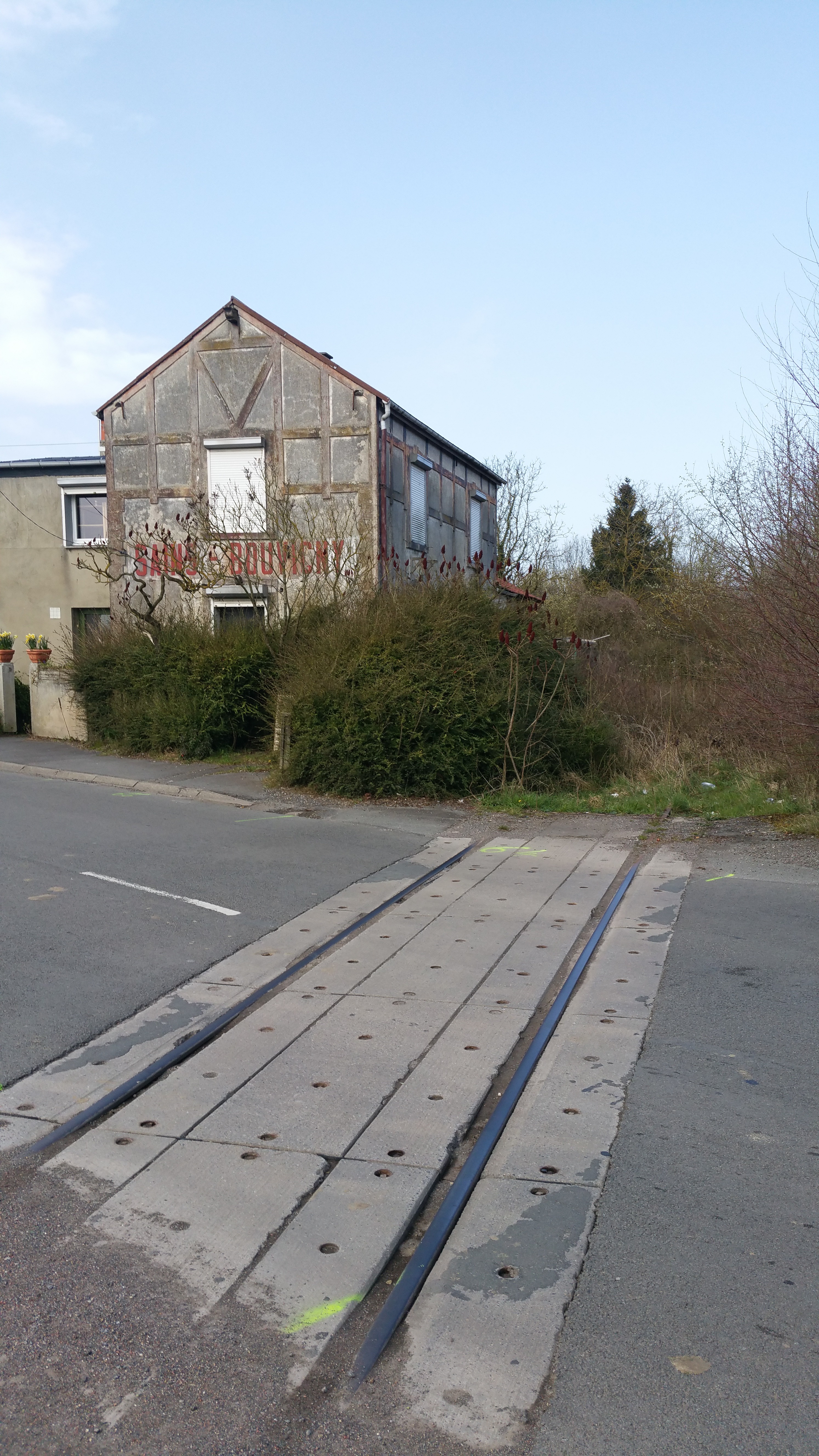
Station Sains-Bouvigny 2016
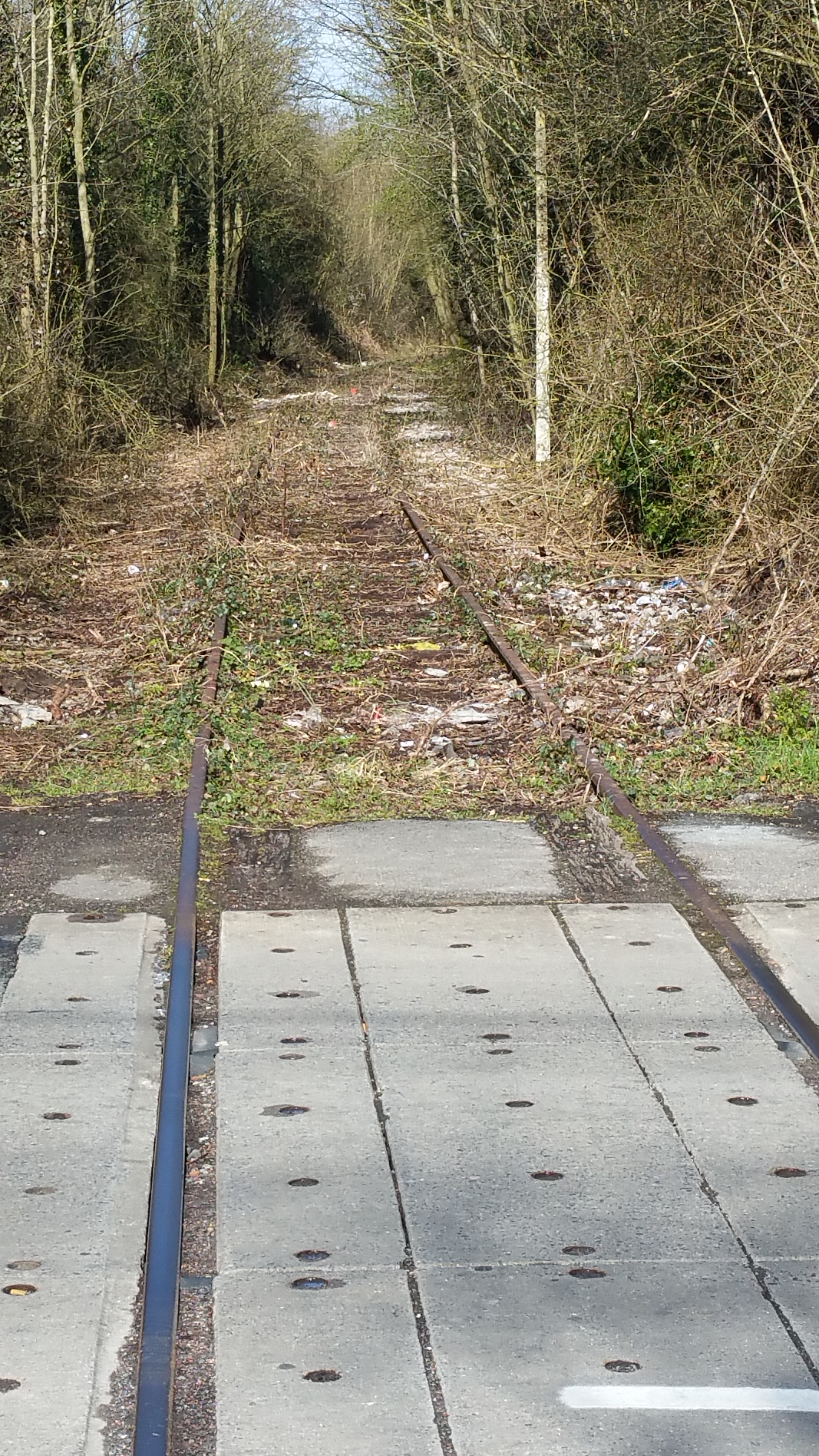
De lijn bij Haillicourt in 2016
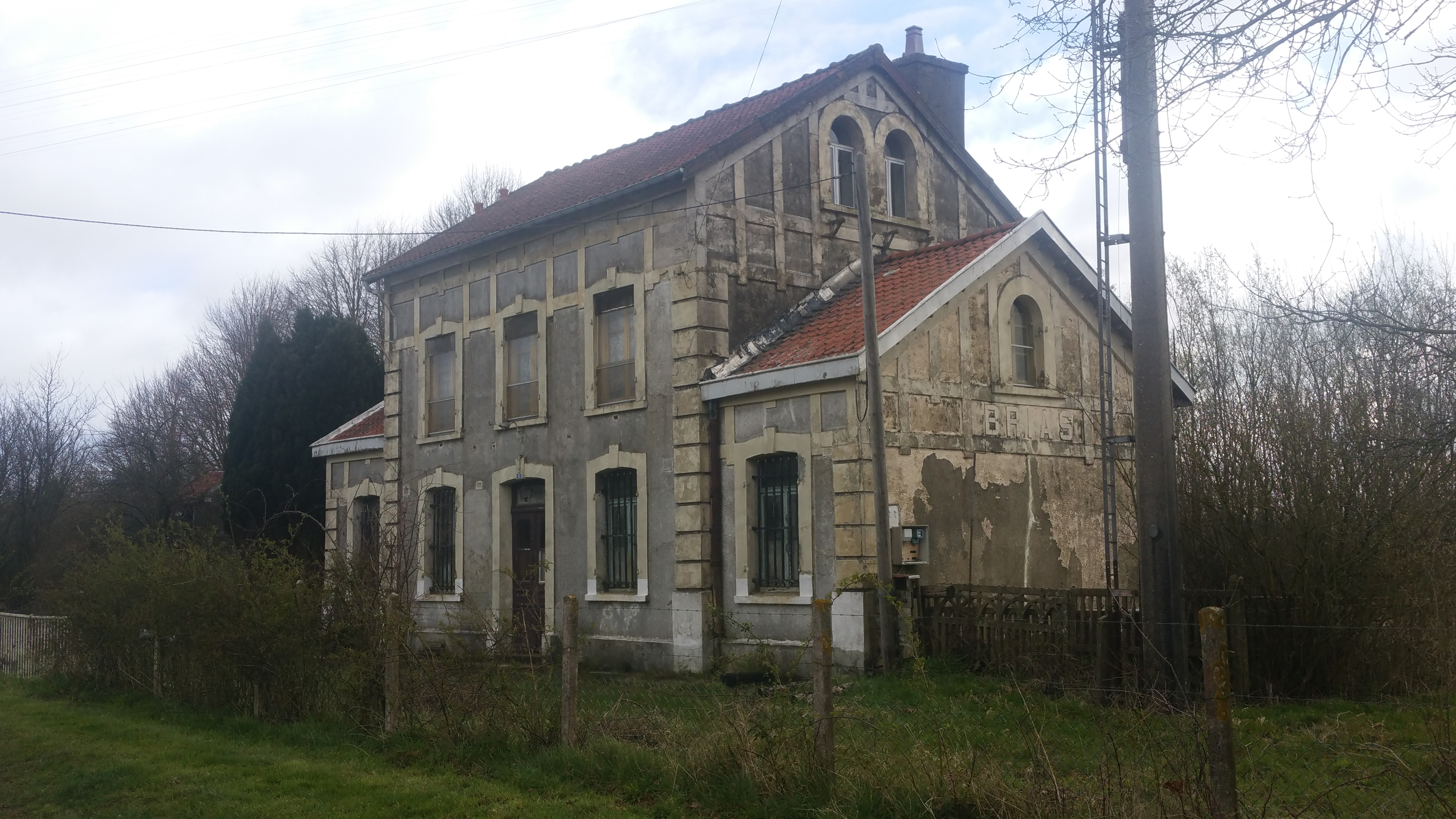
Het voormalige station van Brias
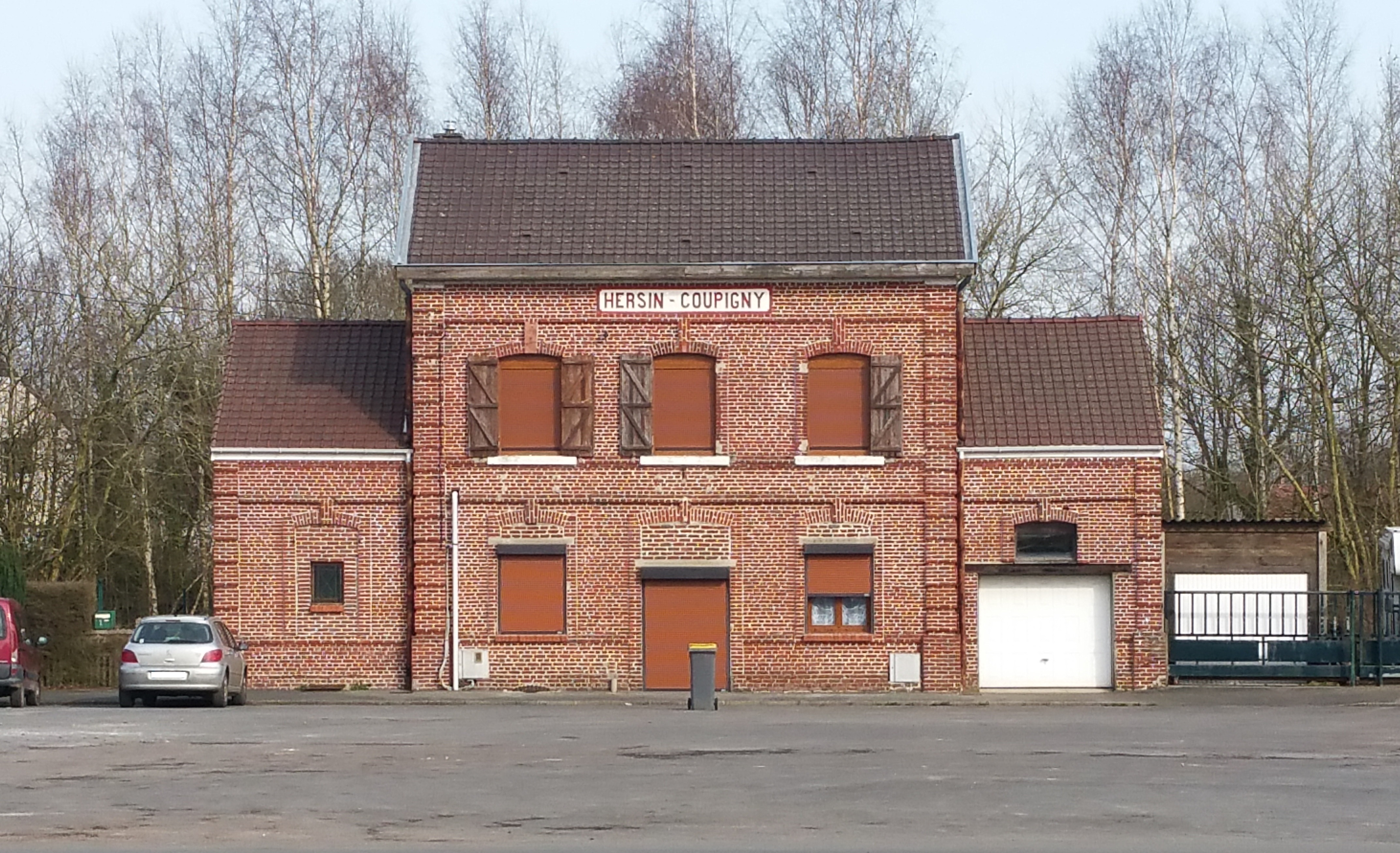
Het voormalige station van Hersin-Coupigny